# Хановер (Онтарио)
Хановер (енгл. Hanover) је градић у Канади у покрајини Онтарио. Према резултатима пописа 2011. у граду је живело 7.490 становника.

## Становништво
Према резултатима пописа становништва из 2011. у граду је живело 7.490 становника, што је за 4,8% више у односу на попис из 2006. када је регистровано 7.147 житеља.
| 2006. | 2011. |
| ----- | ----- |
| 7.147 | 7.490 |